# Lorenzo Braccesi
Lorenzo Braccesi (1941) è uno storico italiano che ha insegnato nelle Università di Torino, Venezia e Padova.

## Biografia
Già docente ordinario di Storia greca, i suoi campi di studio sono la seconda colonizzazione greca in Italia e la cultura classica antica.
Lorenzo Braccesi ha fondato la rivista Hespería, Studi sulla grecità di occidente (1990).

## Opere
- Il problema del decreto di Temistocle (Bologna, Cappelli, 1968)
- Grecità adriatica (Bologna, Pàtron, 1971, 1977)
- Introduzione al De Viris illustribus (Bologna, Pàtron, 1973)
- Le tirannidi (Milano, Bompiani, 1978, in Storia e civiltà dei Greci)
- La Sicilia prima dei Greci (Napoli, Istituto Editoriale del Mezzogiorno, 1979, in Storia della Sicilia)
- Epigrafia e storiografia (Napoli, Liguori, 1981)
- Proiezioni dell'antico (Bologna, Pàtron, 1982)
- La leggenda di Antenore (Padova, Signum, 1984, e ristampa Venezia, Marsilio, 1997)
- L'ultimo Alessandro (Padova, Esedra, 1986)
- L'antichità aggredita (Roma, L'Erma, 1989, 2006)
- L'avventura di Cleonimo (Padova, Esedra, 1990)
- Alessandro e la Germania (Roma, L'Erma, 1991)
- Grecità di frontiera (Padova, Esedra, 1994)
- Poesia e memoria (Roma, L'Erma, 1995)
- I tiranni di Sicilia (Roma-Bari, Laterza, 1998)
- Roma bimillenaria(Roma, L'Erma, 1999)
- L'enigma Dorieo (Roma, L'Erma, 1999)
- La Sicilia greca (scritto con Giovanni Millino; Roma, Carocci, 2000)
- Grecità adriatica (Roma, L'Erma, 2001)
- I Greci delle periferie. Dal Danubio all'Atlantico (Roma-Bari, Laterza, 2003)
- L'Alessandra di Licofrone (Roma, L'Erma, 2004)
- Guida allo studio della storia greca, in collaborazione con F. Raviola (Roma-Bari, Laterza, 2005, 2007)
- L'Alessandro occidentale (Roma, L'Erma, 2006)
- Terra di confine (Roma, L'Erma, 2007)
- Epigrafia latina, con Ulrico Agnati (Bologna, Monduzzi, 2007)
- Rimini salutifera (Bologna, Monduzzi, 2008)
- La Magna Grecia, Bologna, il Mulino, 2008)
- Sulle rotte di Ulisse. L'invenzione della geografia omerica, Collana Quadrante n. 157 (Roma-Bari, Laterza, 2010) ISBN 978-88-420-9308-4.
- Archeologia e Poesia (Roma, L'Erma, 2011)
- Marco Livio Druso Claudiano (Roma, L'Erma, 2012)
- Giulia, la figlia di Augusto, Collana Storia e Società (Roma-Bari, Laterza, 2012) ISBN 978-88-420-9294-0.
- Augusto. La vita raccontata da lui stesso (Collana Biografie, Edises, 2013) ISBN 978-88-795-9769-2.
- Padova prima di Padova. La città e l'universo veneto (Quaderni delle Regaste n. 5, Cierre Edizioni, 2013) ISBN 978-88-831-4712-8.
- Alessandro il Grande. La storia, il mito e le eredità culturali (Collana Biografie, Edises, 2014) ISBN 978-88-795-9815-6.
- Padova romana. Da Augusto a Teodorico (Collana Quaderni delle Regaste n. 7, Cierre Edizioni, 2014) ISBN 978-88-831-4768-5.
- Agrippina, la sposa di un mito (Collana Storia e Società, Roma-Bari, Laterza, 2015) ISBN 978-88-581-2106-1.
- Livia. Avvenente, cinica, spregiudicata, fu la degna consorte di Augusto (Collana Profili n. 67, Roma, Salerno, 2016) ISBN 978-88-840-2965-2.
- Zenobia l'ultima regina d'Oriente. L'assedio di Palmira e lo scontro con Roma (Collana Mosaici n. 7, Roma, Salerno, 2017) ISBN 978-88-697-3233-1.
- L'avventura di Cleonimo. Livio e Padova (Collana Saggi, Il Polifilo, 2017) ISBN 978-88-711-5992-8.
- Olimpiade regina di Macedonia. La madre di Alessandro Magno (Collana Piccoli saggi n.62, Roma, Salerno, 2019) ISBN 978-88-697-3361-1.
- Alessandro al bivio. I Macedoni tra Europa, Asia e Cartagine (Collana Piccoli saggi n. 73, Roma, Salerno, 2020) ISBN 978-88-697-3534-9.
- Arrivano i barbari. Le guerre persiane tra poesia e memoria (Collana Storia e Società, Roma-Bari, Laterza, 2020) ISBN 978-88-581-3994-3.
- Druso. Un condottiero oscurato (Problemi e ricerche di storia antica n. 38, Rome, L’Erma di Bretschneider, 2024) ISBN 978-88-913-3298-1.